# Der Untergang der islamischen Welt

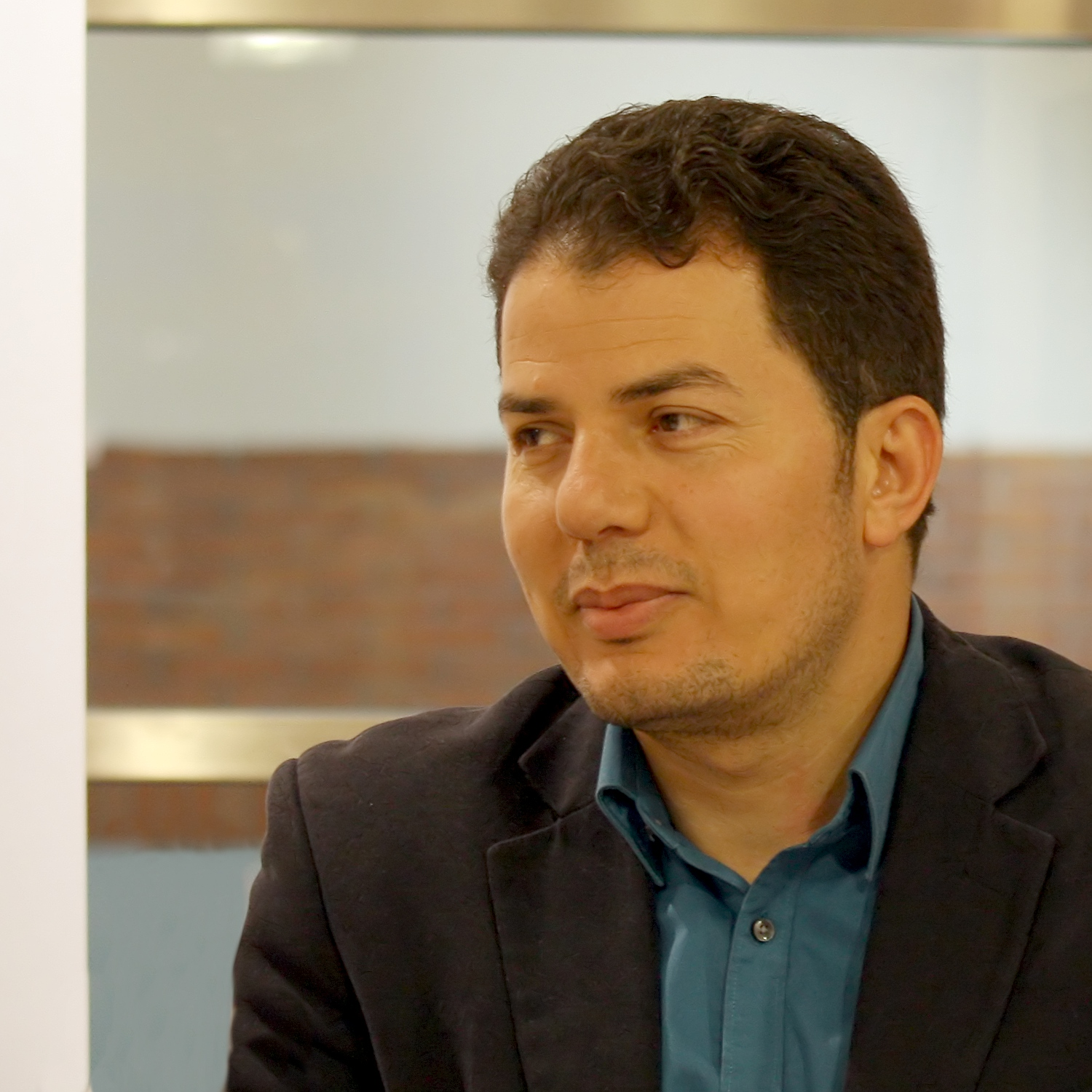
Hamed Abdel-Samad, Autor des Buches Der Untergang der islamischen Welt

Der Untergang der islamischen Welt – Eine Prognose ist ein Buch des deutsch-ägyptischen Politologen Hamed Abdel-Samad. Das Buch erschien im Jahr 2010 im Droemer-Verlag.

## Inhalt
Samad prognostiziert in dem Buch, dass dem Islam aufgrund fehlender Säkularisierung der Niedergang droht. Die islamische Welt stelle – anders als in den ersten drei Jahrhunderten ihrer Geschichte – heute eine unschöpferische Kultur dar, die keine Innovationen für die Menschheit zu bieten habe. Der religiöse Pluralismus von einst, der sogar hedonistische Lebensweisen zugelassen habe, sei durch eine Phase kultureller Regression abgelöst worden. Das Überlegenheitsbewusstsein, das jedem Muslim beigebracht werde, stünde im Gegensatz zu den Komplexen, die durch die Überlegenheit der westlichen europäisch-amerikanischen Kultur hervorgerufen würden. Die als Islamismus bezeichnete Radikalisierung sei eine Folge von autoritärer Machtausübung in Religion und Politik in Verbindung mit einem unaufgeklärten Gottesbild. 
Die Auswertung ägyptischer Schulbücher ergebe, dass für die heutige Misere der islamischen Welt Sündenböcke außerhalb gesucht würden, bis hin zu einer Verschwörung des Westens. Die islamische Auffassung, eine Modernisierung durch „Einkaufen“ der Errungenschaften des Westens unter Ablehnung des weltlich-wissenschaftlichen Denkens, das diese ermöglicht habe, gehe fehl. Die negativen Einflüsse des osmanischen und westlichen Imperialismus seien zwar nicht zu leugnen, dienten jedoch zur bequemen Entschuldigung der eigenen Passivität und Selbsteinschätzung als Opfer.
Ohne Reformen an dem mit dem Gottesgesetz begründeten Autoritäts- und Gehorsamskult, der sich bis in die Familienstruktur und die heuchlerische Sexualmoral auswirke, drohe der Zerfall der islamischen Welt spätestens dann, wenn das Erdöl zur Neige gegangen sei. Diese selbst verschuldete Schwäche könne nur mit einer der Renaissance vergleichbaren Islamkritik angegangen werden. Ob der Islam reformierbar sei, sei fraglich, weil er mit „Geburts- und Konstruktionsfehlern“ ausgestattet worden sei, die es schwierig machten, Religion und Staat zu trennen. Darum müsse man die Geisteshaltung der Menschen zum Koran verändern, so dass sie ihn nicht als Gottes Wort, sondern als menschengemachtes Werk begreifen würden.

## Rezeption und Kritik
„Hamed Abdel-Samad ist nicht der erste Moslem, der sich mit dem Islam auseinandersetzt. Vor ihm haben es schon u. a. Salman Rushdie und Ibn Warraq, Necla Kelek und Seyran Ates getan, nur um die bekanntesten Namen zu nennen. Aber so gründlich, so radikal, so konsequent wie er hat es in den letzten Jahren keiner gemacht. Der ‚postkoranische Diskurs‘, den er wagt, geht weiter als Islamkritik.“

„Kritiker werden diesem Autor Einseitigkeit und Pauschalisierungen vorwerfen. Er polarisiert und will das auch. Tatsächlich sagt er nichts über den spirituellen Islam der Sufis, der diese Kultur über Jahrhunderte hinweg prägte, und auch wenig über die rationalistischen Traditionen und Reformbewegungen; auch ist die islamische Staatenwelt zwischen Marokko, der Türkei und Malaysia in vielem doch differenzierter einzuschätzen. Doch ein wunder Punkt ist getroffen, der viele Muslime schmerzen, manche wohl empören wird.“

Das Buch erreichte im Herbst 2010 Platz 21 auf der Liste der meistverkauften Sachbücher des Magazins Buchreport.

## Ausgaben
- Hamed Abdel-Samad: Der Untergang der islamischen Welt. Droemer Knaur, München 2010, ISBN 978-3-426-27544-3.